# 平峪站
平峪站，位于中华人民共和国北京市房山区十渡镇平峪村，是京原铁路上的火车站，建于1970年，由北京铁路局北京西车务段管辖。

## 車站周邊
- 五号度假酒店北京十渡彩虹观湖别墅店
- 东湖港大峡谷
- 十渡爱梦缘婚庆文化广场
- 北京十渡龙湖湾风景区
- 拒马河
- 房山拒马河水生野生动物自然保护区
- 西湖港奇潭峡谷风景区
- 北京普渡山庄乐佛山自然风景区
- 天池山风景区
- 房山十渡风景名胜区
- 花果山景区

## 歷史
- 建于1970年。

## 外部連結
- 中国铁路客户服务中心 （页面存档备份，存于）